# 5589 De Meis
5589 De Meis eller 1990 SD14 är en asteroid i huvudbältet som upptäcktes den 23 september 1990 av den belgiske astronomen Henri Debehogne vid La Silla-observatoriet. Den är uppkallad efter Salvatore De Meis.
Asteroiden har en diameter på ungefär 7 kilometer och den tillhör asteroidgruppen Henan.